# Jetiw
| ֽ | Sof pasuq       |  | ֑   | Etnachta            |
| ֶ | Segol (Trope)   |  | ֓ ׀ | Schalschelet gedola |
| ֔ | Zaqef qaton     |  | ֕   | Zakef gadol         |
| ֗ | Rewia           |  | ֖   | Tipcha              |
| ֮ | Zarqa (Trope)   |  | ֙   | Paschta             |
| ֚ | Jetiw           |  | ֛   | Tewir               |
| ֜ | Geresch (Trope) |  |    | Gerschajim (Trope)  |
| ֡ | Pazer           |  | ֟   | Qarne para          |
| ֠ | Telischa gedola |  | ֣ ׀ | Munach Legarmeh     |

| ֣ | Munach           |  | ֤ | Mahpach         |
| ֥ | Mercha           |  | ֦ | Mercha kefula   |
| ֧ | Darga (Trope)    |  | ֨ | Qadma           |
| ֩ | Telischa qetanna |  | ֪ | Jerach ben jomo |
| ֖ | Majela (Trope)   |  |  |                 |

Jetiw ◌֚ (hebräisch יְתִיב) ist eine Trope in der jüdischen Liturgie und zählt zu den biblischen Satz-, Betonungs- und Kantillationszeichen Teamim, die im Tanach erscheinen.

## Begriffe
| Trope                                                                          |
| ------------------------------------------------------------------------------ |
| von altgriechisch τρόπος tropos über jiddisch טראָפּ trop dt.: Betonung, Melodie |

In der aschkenasischen und sephardischen Tradition wird das Betonungszeichen Jetiw genannt. In der italienischen Tradition wird es Schofar Jetiw  genannt. In der jemenitischen Tradition wird es auch Jathiw mukdom  genannt.

## Symbol: Vergleich Jetiw mit Mahpach
Jetiw ◌֚ verwendet das gleiche Symbol wie Mahpach ◌֤, steht jedoch als Präpositivum rechts, unten vor dem ersten Buchstaben eines Wortes, siehe יְ֚תִיב. Mahpach hingegen steht links unter dem ersten Buchstaben der betonten Silbe. Im Buchdruck wird das Symbol der Trope Jetiw spitzwinkliger als das <-Symbol der Trope Mahpach gedruckt.

## Grammatik
Jetiw wird in der Zakef-qaton-Tropengruppe eingesetzt. Jetiw wird anstelle von Paschta verwendet, wenn das Wort auf der ersten Silbe betont wird und keine konjunktiven Wörter dem Jetiw-Wort vorhergehen. In der Regel erscheint Jetiw auf ein- oder zweisilbigen Wörtern und es geht niemals eine Konjunktion voraus.

## Vorkommen
| Teil des Tanach | Jetiw |
| --------------- | ----- |
| Tora            | 356   |
| Nevi’im         | 647   |
| Ketuvim         | 178   |
| Gesamt          | 1181  |

Im Gegensatz zu Mapach kommt Jetiw nur im Prosa-System vor. Die Tabelle zeigt das Vorkommen in den 21 Büchern